# Claudine Brelet
Vous pouvez aider à l'améliorer ou bien discuter des problèmes sur sa page de discussion.
- Il semble être autobiographique ou autocentré et avoir fait l'objet de modifications substantielles, soit par le principal intéressé, soit par une personne en lien étroit avec le sujet. Il peut être nécessaire de l'améliorer pour respecter le principe de neutralité de point de vue. (Marqué depuis mars 2025)

Vous pouvez aider à l'améliorer ou bien discuter des problèmes sur sa page de discussion.
- Il ne s’appuie pas, ou pas assez, sur des sources secondaires ou tertiaires. (Marqué depuis mars 2025)
- Son ton est trop lyrique ou dithyrambique. Le texte doit adopter un ton neutre et encyclopédique (aide). (Marqué depuis mars 2025)
- Son ton est trop promotionnel ou publicitaire, voire hagiographique. Le texte doit adopter un ton neutre et encyclopédique. (Marqué depuis mars 2025)

- Archive Wikiwix
- Bing
- Cairn
- DuckDuckGo
- E. Universalis
- Gallica
- Google
- G. Books
- G. News
- G. Scholar
- Persée
- Qwant
- (zh) Baidu
- (ru) Yandex
- (wd) trouver des œuvres sur Wikidata

Claudine Brelet, née le 10 septembre 1941 à Paris, est une anthropologue femme de lettres française.

## Biographie

### Études et diplômes
Deux stages à l’Institut et musée d’ethnographie de Sofia, sous la houlette du professeur Peter Petrov l’ouvrent à l’étude des médecines traditionnelles. Elle finance sa recherche dans ce domaine en travaillant en indépendant dans la presse (Elle, Europe 1, L'Express, Jardin des Modes, Midi Minuit Fantastique, Les Lettres françaises, Le Monde diplomatique, Revue du Planning familial français, etc.). Elle se lie alors avec les folkloristes Claude Gaignebet et Claude Seignolle, les poètes et romanciers Pierre Mac Orlan, Didier Decoin et Lawrence Durrell chez qui elle rencontre le psychiatre britannique Arthur Guirdham (en) dont elle devient la traductrice et conseiller littéraire.

### Carrière professionnelle
Auteur de nombreux livres et traductions, elle est appelée à travailler entre 1980 et 1990 pour l’OMS, en tant qu'officier de l’information à Genève, à son Bureau de liaison avec le Secrétariat général de l’ONU à New York et à son Bureau régional pour l’Europe à Copenhague. Chargée du séminaire From Politics to Planetics. History and Evolution of the United Nations system dans le cadre des enseignements d’ouverture de l’Institut d'études politiques de Paris, de 1990 à 1992, elle travaille ensuite à Rome pour le Fonds international de développement agricole, puis au Nigeria pour l'Institut international d’agriculture tropicale en tant que Chef des Services de l’information (1995-1996). Elle est consultante depuis 1992 pour l’UNESCO : Programme hydrologique international, Commission mondiale d'éthique des connaissances scientifiques et des technologies (COMEST) et Patrimoine mondial en tant que Senior Expert Consultant.
Ancienne rédactrice en chef de la version francophone de la revue californienne CoEvolution Quaterly codirigée par le polytechnicien Gérard Blanc et la musicienne Marielle Pernin, puis du Bulletin de l’OMS, Appropriate Technology for Health (destiné à promouvoir la stratégie de l’OMS pour les soins de santé primaires), Claudine Brelet partage depuis ses activités entre le développement humain, respectueux de la biodiversité et de la diversité culturelle (secteurs éducation, santé, eau, environnement et éthique), et la littérature. Elle dirige la collection CultureS et MédecineS aux Éditions L'Harmattan.
Elle fonde en janvier 2008 et codirige le Centre de recherche en anthropologie de l’eau rattaché à la faculté des lettres, langues et sciences sociales de l'Université de Bamako, Mali. Depuis, elle assure plusieurs missions au Mali dans le cadre du Patrimoine mondial-UNESCO.

## Distinctions et récompenses
- Lauréate de l’Institut de France (Prix Nicolas-Missarel de l'Académie française), 1976[19].
- Prix du meilleur livre pour la jeunesse, Festival international du livre, Nice, 1976.
- Élue sociétaire de la Société des gens de lettres de France, 1982.
- Chevalier de la Légion d'honneur (2015)[20].

### Ouvrages personnels
- Au seuil du Grand Voyage. Entretiens inédits avec Pierre Mac Orlan. Paris, éditions-de-Paris-Max Chaleil, 2013.  (ISBN 978-2-84621-196-3)
- Anthrop’Eau. L’anthropologie de l’eau racontée aux hydrologues, ingénieurs et autres professionnels de l’eau, Paris, L’Harmattan, 2012.  (ISBN 978-2-296-56962-1)
- Global Network of Water Anthropology for Local Action (IHP/2006/NETWA/1), Paris, UNESCO, 2005.
- Some Examples of Best Ethical Practice in Water Use, préface de Lord Selborne, COMEST / International Hydrological Programme, Paris, UNESCO, 2003.
- Médecines du Monde, préf. du Dr André Prost (OMS), Paris, Robert Laffont, coll. Bouquins, 2002,  (ISBN 2221089138)
- Les Femmes, l’éducation et l’eau en Afrique, Paris, UNESCO/Programme hydrologique international (PHI), 2001.
- Helping the Children in the Humid Tropics: Water Education, Paris, UNESCO-Programme hydrologique international, 1997.
- Anthropologie de l’ONU. Utopie et fondation, préface de Marc Agi, Paris, L’Harmattan, 1995.  (ISBN 2-7384-3861-X)
- Water and Health in Tropical Countries, Paris, UNESCO-Programme hydrologique international (PHI), 1992.
- Médecines sacrées, Paris, Albin Michel, 1991  (ISBN 2-226-05173-2), trad. en italien, polonais, russe.
- Réapprendre à dormir, Genève, Vernoy, 1990.
- Le Sommeil et le bonheur par le contrôle cérébral, Genève, Vernoy, 1990.
- New vaccines. The Force of Biotechnology: the need, the promise, the prospect (concept visuel et rédaction), préface du Dr Halfdan T. Mahler, Genève, OMS, 1987.
- Guérir autrement, Paris, Presses de la Renaissance, 1978.
- Les Étonnantes techniques chinoises, Paris, Retz/Nathan, 1977  (ISBN 2-7140-0114-9), trad. en espagnol.
- La Biothérapie ou les médecines de la Vie, Paris, Albin Michel, 1976  (ISBN 2-226-00336-3), trad. en portugais.
- Médecines traditionnelles sacrées, Paris, Éditions Retz, 1975, trad. en espagnol, italien, portugais, couronné par l’Académie française (Prix Nicolas-Missarel) en 1976.
- Dis-moi, comment je suis né ? vol. I de l’Encyclopédie sur l’Éducation sexuelle, Paris, Hachette, 1975, trad. en grec, letton, néerlandais, portugais, serbo-croate, Prix du meilleur livre pour la jeunesse, 1976.

### Œuvres
- Bioéthique et transdisciplinarité, préface de Christian Byk, coll. "Cultures et Médecines", Paris, l'Harmattan, 2015.  (ISBN 978-2-343-07225-8)
- Better late than never, Free flow: Reaching Water Security through Cooperation. UNESCO Publishing ; London : Tudor Rose, 2013.
- Dictionnaire des Créatrices (direction de la section Médecines traditionnelles et notices « Les femmes et l’ONU », « Les femmes et l’eau » et « Irina Bokova »), Paris, Éditions des Femmes, 2013.
- Les Animaux du Fleuve racontés par le griot Lassana Kamissoko (rédaction et adaptation), Bamako, AfrikM et Paris, UNESCO, 2012,  (ISBN 9-789995-284787) et audio en langue bambara.
- De l’Eau et des Hommes (chap. « L’eau valeur symbolique », « L’eau et la peinture », « L’eau et les risques sanitaires », « La santé par l’eau » et « L’eau et les femmes »), préface d’Irina Bokova, Paris, Jean-Pierre de Monza, 2011,  (ISBN 9-782916-231174)
- Peurs et Plaisirs de l’Eau (chap. « Eau sacrée des Dogons »), Paris, Hermann, 2010.  (ISBN 978-27056-8050-3)
- Jacques Bergier, une légende… un mythe (dir. hommages), Paris, L’Harmattan, 2010.  (ISBN 978-2-296-12305-2)
- Éthique médicale interculturelle (chap. : « L'éthique des soins de santé primaires : l'universalisation n'est pas l'uniformisation ! »), introduction du prof. Didier Sicard, Paris, L’Harmattan, coll. Cultures et Médecines, 2006.  (ISBN 2-296-01191-8)
- Women and Water: an ethical issue, en collaboration avec Alice Aureli, UNESCO-COMEST, Paris, 2004.
- Water, Cultural Diversity and International Solidarity, Symposium Proceedings, Geneva, 6-7 novembre 2003 (chap. « L'ONU, l'anthropologie et le nouveau paradigme de l'eau »), Argonaut-Verlag, Zürich Working Papers in Social Anthropology, no 16, 2004.  (ISBN 3-905553-15-5)
- A Café in Space (chap. « Villa Seurat and Parc Montsouris »), Los Gatos, Sky Blue Press-Anaïs Nin, 2003, p. 97-103.  (ISBN 0-9652364-8-X)
- Ethnologies d’Alfred Métraux, dir. Alain Monnier (chap. « Alfred Métraux et le nouveau paradigme »), Genève, Musée d'ethnographie, département d’anthropologie, 1992.
- La Sécurité alimentaire en questions (chap. « Communication interculturelle et alimentation »), Paris, Karthala, 2000.  (ISBN 2-84586-033-1)
- Le Réenchantement du Monde, dir. Christiane Roederer (chap. « Pour une planétique »), Paris, Publisud, 1993.  (ISBN 2-86600-680-1)
- Afriques magiques (chap. « Revisitons le sacré »), dir. Claude Savary, Genève, Musée d'ethnographie, 1992.
- La Protection sociale et ses maux (chap. « Santé : la foi et la loi »), dossier « L'Événement européen », Paris, Seuil, 1989.  (ISBN 2-90-7707-01-9)
- Traditional Medicine and Health Care Coverage (chap. « The European Region »), Genève, OMS, 1983.
- Les Noces avec la Terre, dir. Roland de Miller (chap. « La nouvelle Gaïa. Écologie et Féminisme »), Isle-sur-Sorgue, Scriba, 1982.
- Le Grand Livre des Parents, (dir. prof. Cornelia Quarti), Paris, Bordas, 1981.
- Le Guide des premiers soins en collaboration avec le Dr Jean-Hubert Guéguen, Genève, Ferni, 1980.

### Préfaces
- Anthropologie de la souffrance psychique et sociale dans le contexte psychosocial algérien, Dr Mourad Merdaci, Paris, L’Harmattan, 2012.  (ISBN 978-2-336-00405-1)
- L’Eau, Frédéric Denhez, Paris, Hatier, Guide visuel à destination des esprits curieux et pressés, 2012.  (ISBN 9-782218-958281)
- Les Hommes-panthères en Côte d’Ivoire, Bony Guiblehon, Paris, L’Harmattan, 2007.  (ISBN 978-2-296-02957-6)
- Les Chants de la Nuit (recueil de poèmes), Christiane Roederer, La Broque, Vagues, 2006.
- Livres du Jardin (recueil de poèmes), Christiane Roederer, Strasbourg, Oberlin, 1991.
- Rudolf Steiner, prophète de l’Homme nouveau, Serge Bramly, Paris, Retz, 1976.
- Les Facteurs cosmiques de la maladie, Dr Arthur Guirdham, Paris, Fayard, 1974.

### Traductions
- Développement durable de la région arctique face au changement climatique. Défis scientifiques, sociaux, culturels et éducatifs, avant-propos du prince Albert II de Monaco et du Directeur général de l’UNESCO, trad. de Claudine Brelet et Nicole Lévy, Paris, UNESCO, 2010.  (ISBN 978-92-3-204139-5)
- Nanotechnologies, éthique et politique, Henk A.M.J. ten Have (dir.), Paris, UNESCO, 2008.  (ISBN 978-92-3-204051-0)
- Éthiques de l’environnement et la politique internationale, Henk A.M.J. ten Have (éd.), Paris, UNESCO, 2005.  (ISBN 978-92-3-204039-8)
- Le Livre de la réincarnation, S. Cranston & J. Head, Paris, Fanval, 1984.  (ISBN 2-8692-8100-5)
- Les Jardins de Findhorn, Peter & Eileen Caddy, Paris, Nature & Progrès, 1982 et Gap, Le Souffle d’or, 1999, 2005 et 2008.  (ISBN 978-2-84058-337-0)
- La Marée de la Vie, Lyall Watson, Paris, Albin Michel, 1981.  (ISBN 9-782226-012203)
- Actée, ou la Princesse barbare (tragédie), Lawrence Durrell, Paris, Gallimard, coll. Théâtre du monde entier, 1980.
- Les Facteurs cosmiques de la maladie, par Arthur Guirdham (en), Paris, Fayard, 1974.
- La Communication silencieuse, par Arthur Guirdham, Paris, Payot, 1972, réédition in coll. Petite Bibliothèque Payot, 2005.  (ISBN 2-228-89939-9)
- Les Cathares et la réincarnation, par Arthur Guirdham, préface de Lawrence Durrell, postface de René Nelli, Paris, Payot, 1971, réédition in coll. Petite Bibliothèque Payot, 2005.  (ISBN 978-2-228-89940-6)